# 프랑스 은행
프랑스 은행(프랑스어: Banque de France 방크 드 프랑스[*])은 프랑스의 중앙은행이다. 본점은 파리에 있다. 유럽 중앙은행 제도에 참여하고 있다.
1800년 1월 18일 나폴레옹 보나파르트가 프랑스의 화폐 통일을 위한 차원에서 설립했으며 1806년 4월 22일에는 프랑스 정부가 프랑스 은행의 총재와 부총재를 임명하는 제도가 도입되었다. 1999년 프랑스 은행이 갖고 있던 대부분의 기능이 유럽 중앙은행 제도에 이양되었다.

## 같이 보기
- 프랑스의 경제
- 프랑스 프랑